# Casimir Dauphin

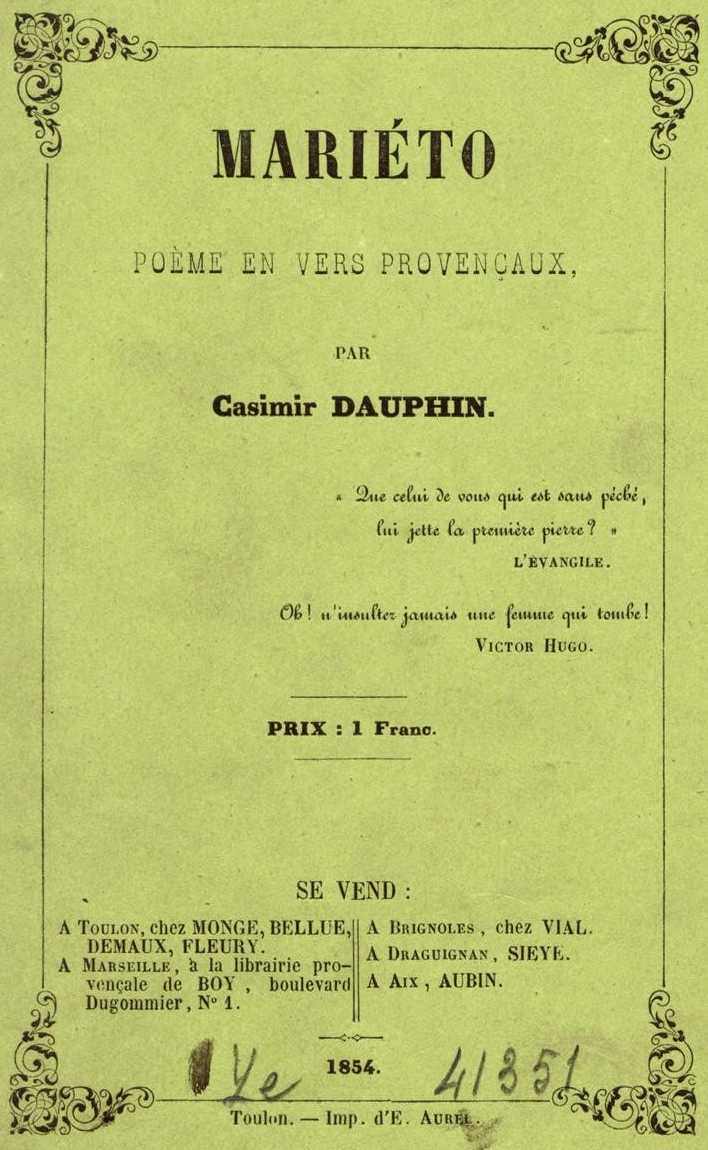
Couverture d'un recueil de poème de Casimir Dauphin.

Casimir Dauphin (Lorgues, le 4 décembre 1820 - Alexandrie, le 11 novembre 1888) est un écrivain provençal de langue d'oc et un maître d'école en Égypte qui devint inspecteur des écoles en Basse-Égypte.
Il est l'auteur de poèmes comme Paul, Mariéto, Lei vieils camins, Bastidianos.

## Biographie

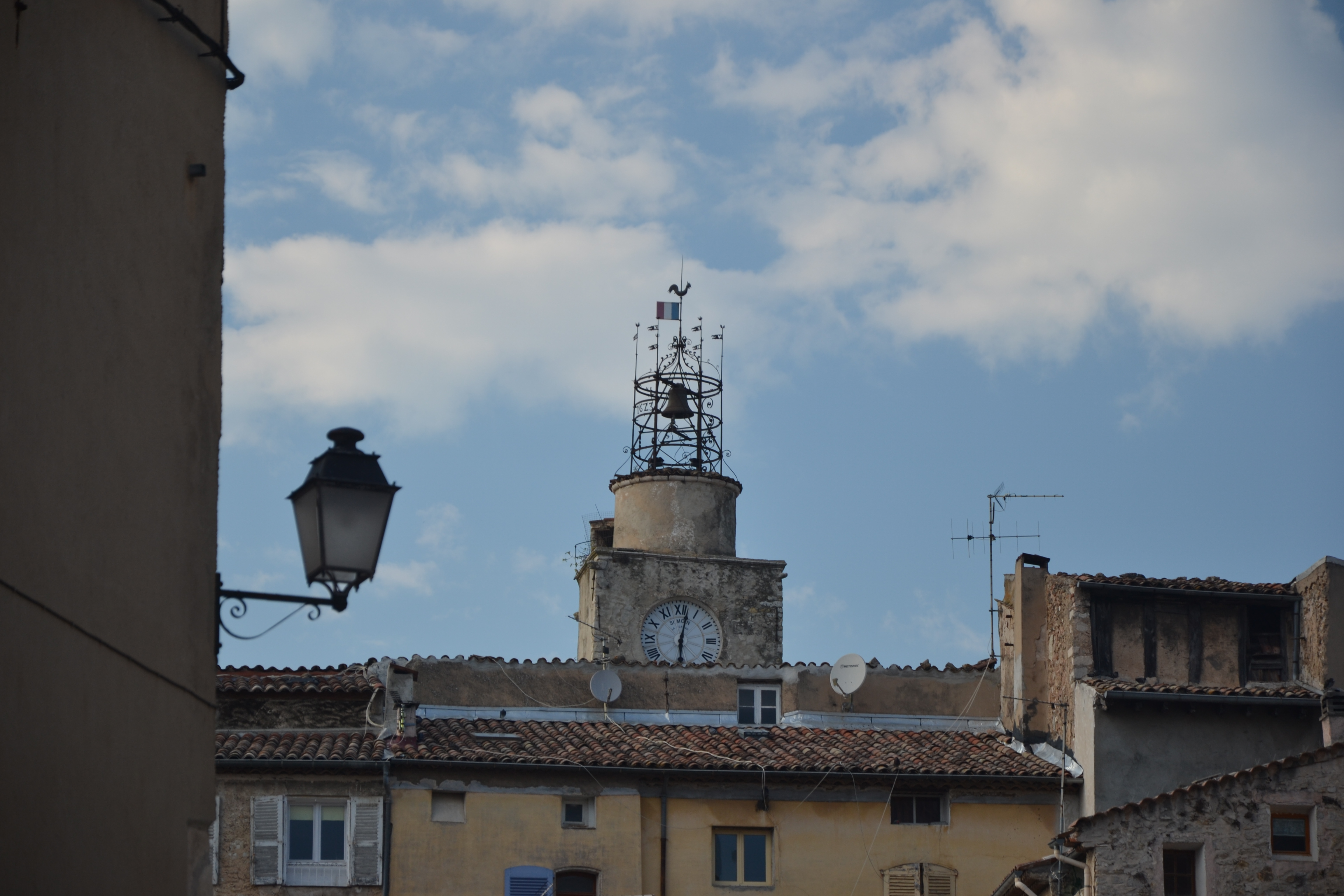
Lorgues.

L'écrivain et spécialiste du provençal et de la littérature varoise René Merle nous donne des données détaillées sur la vie de Casimir Dauphin dont le père, Louis Dauphin, était potier à Lorgues.
En 1825, l'auteur se marie à Toulon et exerce la profession de cordonnier, les témoins sont tous artisans, et il est à noter que l'un est facteur de pianos et un autre luthier. Dans ce milieu artisan et lettré de Toulon, il est proche d'Alexandre Poncy, républicain et frère de l'écrivain et maçon Charles Poncy ; il semble qu'il y ait une émulation intellectuelle entre ces artisans autodidactes qui se prolonge sur le plan politique. Il a deux filles et sa situation économique semble progresser car de cordonnier il passe à marchand de chaussures.

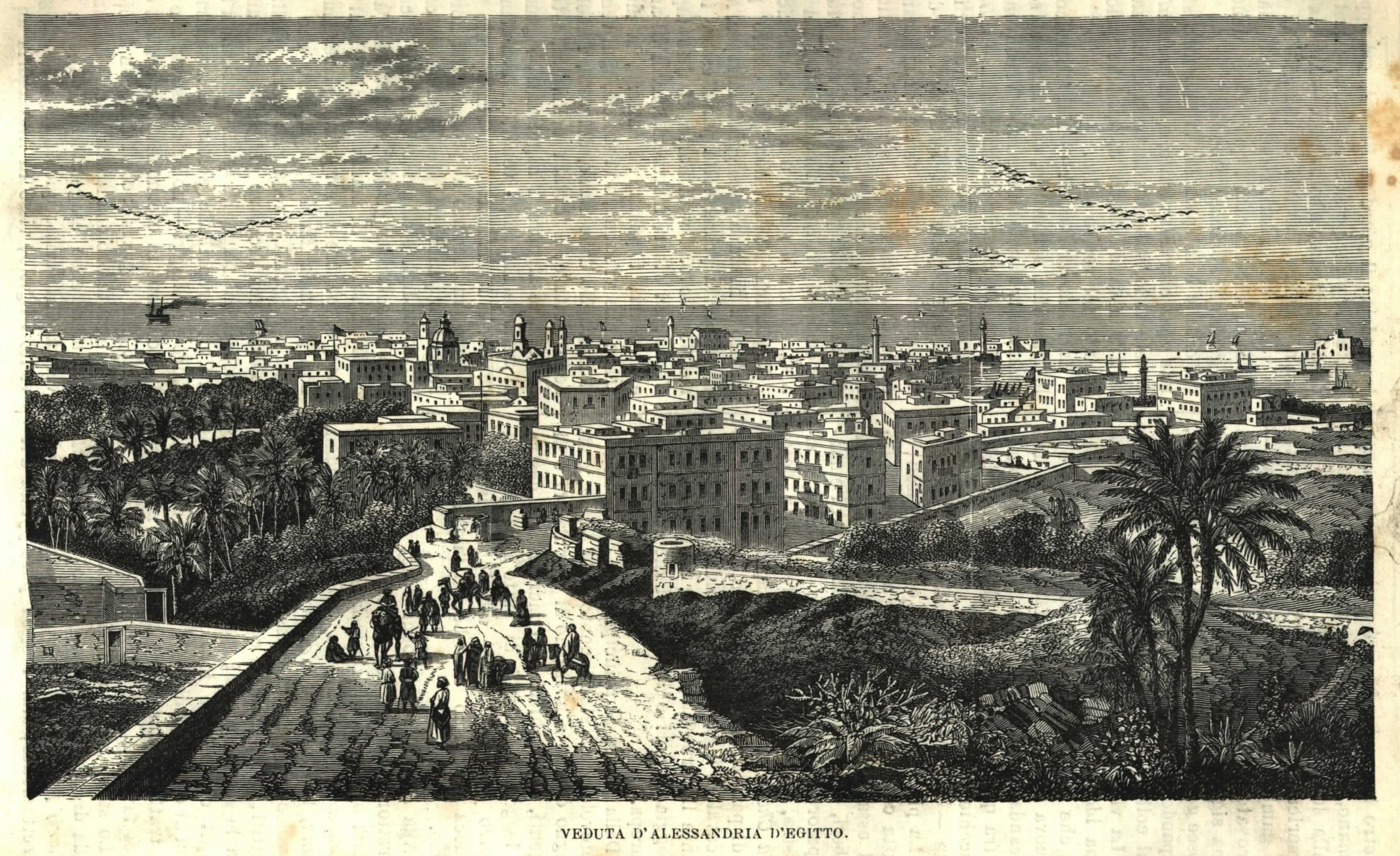
Alexandrie dans les années 1880.

Il émigre ensuite en Egypte où il compose les bastidianos dont une pièce : Charlot lou sourdat et lei fournigos dénonce les exactions de la conquête coloniale de l'Algérie : Un jour fouguet dins uno villo, / Qué la veillo èro ben tranquillo, / Si battre à contro couar, Charlot dins un oustaou, /S'embrounqué contro uno famillo, Massacrado dédins un traou. (Un jour il fut dans une ville, qui la veille était bien tranquille, se battre à contre cœur, Charlot dans une maison, s'affronta contre une famille, massacrée dans un trou.)

## Graphie
Sa graphie est une de celles précédant la norme mistralienne et bien sûr la « classique » ; avec la première, elle partage l'emploi du graphème « ou » ; avec la seconde, l'emploi de désinences grammaticales comme les « s » du pluriel. Et avec l'orthographe française, elle partage la mention de consonnes étymologiques latines comme pour écrire « et » comme en français. Dauphin partage cette approche avec d'autres écrivains provençaux de son temps, comme par exemple Étienne Garcin

### Bibliographie

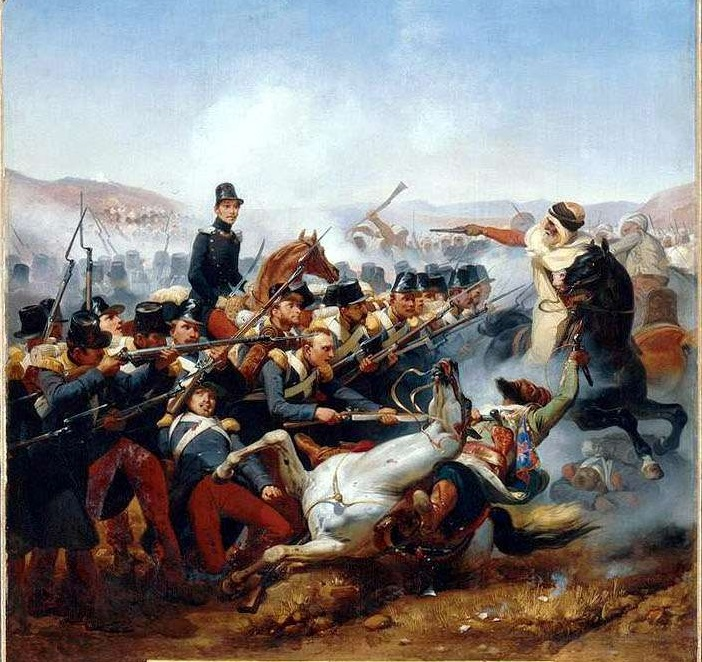
Dans Charlot, Dauphin donne une vision très critique de la répression coloniale en Algérie.